# Umag Classic Ladies
L'Umag Classic Ladies, és una cursa femenina de ciclisme d'un dia que es celebra a Croàcia des de l'any 2023. Està integrada dins el calendari femení de l'UCI com a cursa de categoria 1.2 des de l'any de la seva creació. Durant les seves dues primeres edicions duïa el nom de Umag Trophy Ladies.
La cursa es disputa pels voltants d'Umag al Comtat d'Ístria. La primera vencedora fou la italiana Alessia Vigilia.

## Palmarès
| Any  | Vencedora        | Segona              | Tercera       |
| ---- | ---------------- | ------------------- | ------------- |
| 2023 | Alessia Vigilia  | Anastasia Carbonari | Urša Pintar   |
| 2024 | Sara Fiorin      | Michela De Grandis  | Emma Bernardi |
| 2025 | Lara Crestanello | Emma Bernardi       | Cato Cassiers |